# Tiếng Veps
Tiếng Veps (nguyên bản như vepsän kel', vepsän keli, hoặc vepsä) là một ngôn ngữ thuộc hệ ngôn ngữ Ural được người Veps ở Cộng hòa Karelia ở Nga sử dụng. Tiếng Veps thuộc ngữ tộc Finn thuộc hệ ngôn ngữ Ural. Ngôn ngữ này liên quan chặt chẽ với tiếng Phần Lan và tiếng Karelia, và cũng được viết bằng bảng chữ cái Latinh.
Theo số liệu thống kê của Liên Xô, có 12.500 người xác định là người Veps vào cuối năm 1989.
Theo vị trí của người dân, ngôn ngữ được chia thành ba phương ngữ chính: Bắc Veps (tại hồ Onega phía nam của Petrozavodsk, phía bắc của sông Svir, bao gồm cả cựu Veps Quốc Volost), Trung Veps (trong Saint Petersburg khu vực và Vologda Oblast), và Nam Veps (trong khu vực Saint Petersburg). Phương ngữ miền Bắc dường như khác biệt nhất của ba, tuy nhiên, nó vẫn còn có thể cho thông hiểu lẫn nhau với hai phương ngữ kia. Người nói phương ngữ miền Bắc tự gọi mình là "Ludi" (lüdikad), hoặc lüdilaižed.